# Compendium of Chemical Terminology
The Compendium of Chemical Terminology er en bog udgivet af International Union of Pure and Applied Chemistry (IUPAC), der indeholder internationalt anerkendte definitioner af udtryk i kemi. Arbejdet med den første udgave blev indledt af Victor Gold, dermed sit uformelle navn, Gold Book.
Den første udgave blev offentliggjort i 1987 (ISBN 0-63201-765-1) og den anden udgave (ISBN 0-86542-684-8), redigeret af A.D. McNaught og A. Wilkinson, blev offentliggjort i 1997. En lidt udvidet udgave af Gold Book er også frit søgbart online. Oversættelser er blevet offentliggjort på fransk, spansk og polsk.